# سفينة النجاة (كتاب)
سفينة النجاة فيما يجب على العبد لمولاه للشيخ سالم بن سمير الحضرمي، من الكتب المهمة للمبتدئين في تعلم شرائع الدين، الجزء المتعلق بالعبادات من فقه مذهب الإمام الشافعي.
اهتم الشافعية بهذا الكتاب اهتماماً كبيراً، فهو يضم إلى جانب مسائله في فقه العبادات مقدمةً هي لب ما يُحتاج إليه من معرفة أصول الدين. وقد حظي الكتاب وهو مقدمة صغيرة بعناية وخدمة علماء كثيرين بين شارح له وناظم.
وكان مؤلفه اختصر فيه ما يتعلق بالعبادات البدنية كالصلاة، والمالية وهي الزكاة، وعندما شرحه الشيخ محمد نووي جاوي (ت 1316هـ) بشرحه المسى «كاشفة السجا» أضاف إليه عبادة الصيام. ثم أضاف إليها محمد علي باعطية عبادة الحج، تتميماً للفائدة، وحرصاً على أن ينتظم قسم العبادات كلها في هذا المختصر اللطيف.

## شروح الكتاب
- كاشفة السجا شرح سفينة النجا، للفقيه العلامة محمد نووي بن عمر الجاوي البنتني التناري الشافعي (ت 1316هـ).
- نيل الرجاء بشرح سفينة النجاء، للعلامة الفقيه السيد أحمد بن عمر الشاطري العلوي التريمي الحضرمي الشافعي (ت 1360هـ).
- غاية المنى شرح سفينة النجا - لمحمد بن علي بن محمد باعطية الدُّوغني